# الملكة التي كانت
«الملكة التي كانت» (بالإنجليزية: The Queen Who Ever Was)‏ هي الحلقة الثامنة والأخيرة من الموسم الثاني من مسلسل إتش بي أو التلفزيوني الدرامي الخيالي آل التنين. كُتبت الحلقة من قِبل سارة هيس وإخراج جيتا باتيل. تم بثها لأول مرة على إتش بي أو وماكس في 4 أغسطس 2024. قبل عدة أيام من إصدارها، تم تسريب مشاهد من الحلقة عبر الإنترنت وتم مشاركتها بسرعة بين المعجبين على تيك توك وإكس وريديت.
في الولايات المتحدة، حصدت حلقة «الملكة التي كانت» مشاهدات بلغت 8.9 مليون خلال ليلة العرض الأول، مع ما يقرب من 1.5 مليون مشاهد على التلفزيون الخطي وحده. قوبلت الحلقة بمراجعات متباينة من النقاد، وحصلت على تصنيف 50% على موقع روتن توميتوز، مما يجعلها الحلقة الأقل تصنيفًا في المسلسل حتى الآن. تم الإشادة بشدة بالموسيقى التصويرية والتصوير السينمائي وأداء الممثلين (خاصة إيما دارسي وأوليفيا كوك وأبو بكر سالم وهاري كوليت وفابيان فرانكل). ومع ذلك، تعرضت الحلقة لانتقادات باعتبارها نهاية ضعيفة للموسم، حيث فشلت نهايتها في توفير نهاية مرضية للموسم، على الرغم من تقدير الإعداد للموسم التالي.

## الحبكة

### في تايروش
يتفاوض تايلاند لانستر مع التحالف الثلاثي للحصول على أسطول من سفنهم الحربية، على أمل كسر حصار آل فيلاريون. وفي مقابل السفن، يطالب المجلس الأعلى للتحالف الثلاثي السيطرة على منطقة الأعتاب. يقبل تايلاند الصفقة، لكن الأدميرال شاركو لوهار لا توافق إلا إذا تمكن تايلاند من هزيمتها في مباراة مصارعة بالطين. يفوز تايلاند، مما يثير إعجاب لوهار، التي تطلب منه لاحقًا أن ينجب أطفالًا من زوجاتها.

### في كينجز لاندنج
يخبر لارِس إجون أن رينيرا لديها رُكِّاب تنانين وأن إيموند أحرق المدينة الساحلية الرأس الحاد. نقل لارِس احتياطيات هارِنهال إلى البنك الحديدي في برافوس. يحث إجون على مغادرة كينجز لاندنج معه والعودة بمجرد أن يُدمّر إيموند ورينيرا بعضهما البعض من خلال الحرب. يعتقد لارِس أن عامة الناس سيلجأون إلى إجون بعد الحرمان اللامتناهي والخوف من التنانين.
يخبر اللورد جاسبر وايلد إيموند عن رحيل الأبناء غير الشرعيين من آل تارجارين إلى دراجونستون. يأمر إيموند بتفتيش جميع السفن الداخلة والخارجة من كينجز لاندنج، على الرغم من أن اللورد جاسبر يخشى أن يؤدي ذلك إلى تعطيل قوارب الصيد التي تدعم السكان المحليين.
بعد أعمال الشغب الأخيرة في السِّبت، أعربت هيلينا عن ارتباكها بشأن عداء الناس العاديين. قالت أليسنت إنه من المتوقع أن يكسر التاج الحصار. عندما قالت هيلينا إنها كانت أكثر سعادة قبل أن تصبح ملكة، سألت أليسنت ما إذا كانت تريد مغادرة كينجز لاندنج. أراد إيموند أن تركب هيلينا دريمفاير وتشارك في المعركة لكنها رفضت، مما أثار غضبه. وبخته أليسنت على سلوكه وأفعاله في الرأس الحاد.
لاحقًا، أخبرت هيلينا إيموند أنها رأت رؤى حول ما حدث في استراحة الرُّخ. اتهمها إيموند بالخيانة، فأخبرته هيلينا أنها تنبأت بموت إيموند والحرب، وأن إجون سوف يصبح ملكًا مرة أخرى. رفض إيموند ادعاءاتها وقال إنه يستطيع قتلها؛ قالت هيلينا إن هذا لن يغير شيئًا.
في الليل، تقوم أليسنت بزيارة المايستر الرئيس أوروايل للحصول على المساعدة على المرور إلى دراجونستون.

### الوادي
تتحمل رِاينا المناظر الطبيعية القاسية بحثًا عن التنين البري الغامض، وتستنفد نفسها في هذه العملية.

### في دراجونستون ودريفتمارك
يجد جيس أولف وهيو في غرفة الحرب في دراجونستون. يهدد جيس بشنق أولف إذا استمر في التصرف بتكاسل وإعاقة جهود الحرب التي يبذلها السود.
تزور رينيرا اللورد كورلِس وتعرب عن مخاوفها بشأن رُكَّاب التنانين الجدد لعدم معرفتها بقيمهم أو دوافعهم. يضغط كورلِس على رينيرا لشن هجوم بينما تتمتع بالميزة. كما يذكر بأن ولاء ديمون غير معلن.

### في هارِنهال
يواصل ديمون حشد قواته أراضي النهر. يصل السير ألفريد بروم ومعه تعليمات بالتحقق من تحركات ديمون ونواياه.. يقر ألفريد بأنه يعتقد أن ديمون سيكون قائدًا أفضل للسود ويتعهد بدعمه إذا أعلن ديمون نفسه ملكًا. يسمع السير سيمون سترونج محادثتهما ويرسل غرابًا إلى رينيرا.

### أراضي التاج
يتهم جواين كريستون، تحت تهديد السيف، بممارسة الجنس مع أليسنت وخرق عهود الحرس الملكي. يظل كريستون، الذي يلمس منديلًا من أليسنت، يائسًا بينما يعرب عن ندمه على الخيارات السابقة، وأنهم يتجهون الآن نحو الفناء بسبب التنانين.

### في دراجونستون، تابع.
تستضيف رينيرا وليمة لجيس وبيلا وأدام وهيو وأولف. وبينما تحتفل رينيرا بالرًّكاب الجدد للتنانين، يواصل أولف المزاح والسخرية مما يثير غضب الآخرين. تُذَّكر رينيرا بذور التنانين بالمسؤولية التي يفرضها وضعهم الجديد. وتعدهم بمنحهم لقب فارس إذا خدموا السود جيدًا في الحرب القادمة. وتخطط لإرسالهم لمهاجمة معاقل الأعداء: البلدة القديمة التابعة لآل هايتاور ولانيسبورت التابعة لآل لانستر. تنتقد بِايلا هذا وتقول إن هذا يعني قتل مواطنين أبرياء.
تم استقبال غراب سيمون. خوفًا من الخيانة، طلبت رينيرا من أدام مرافقتها إلى هارِنهال.

### في هارِنهال، تابع.
خلال الليل، تأخذ أليس ديمون إلى شجرة الويروود. تسأله بشكل غامض عما إذا كان يرغب في رؤية مصيره. عندما يضع ديمون يده على الشجرة، ويرى سلسلة من الرؤى: تحول لقيط آل تارجارين السير بريندن ريفرز إلى الغراب ذي الثلاثة أعين، وقائد من المشاة البيضاء يقود جيشًا من الموتى، وموت ديمون وكاراكسس أثناء معركة، وولادة تنانين دنيرس تارجارين الثلاثة، ورينيرا جالسة على العرش الحديدي. تظهر هيلينا أيضًا، مشيرة إلى أنه يعرف الآن القصة الكاملة بالإضافة إلى دوره فيها.
تصل رينيرا وأدام إلى هارِنهال، مما يثير الذعر في جنود أراضي النهر. تواجه رينيرا ديمون بينما يراقبه لوردات أراضي النهر. يتحدث دايمون باللغة الفاليرية العليا، ويكشف عن معرفته بأغنية الجليد والنار ويؤكد ولاءه لها، مما يتسبب في فرار السير ألفريد بروم.

### في دراجونستون ودريفتمارك، تابع.
يخبر آلِن كورلِس أن سفينته، التي أعيد تسميتها بـ«الملكة التي لم تكن»، جاهزة للإبحار. يحاول كورلِس التواصل مع آلِن ومساعدته، لكن الأخير يرد عليه بغضب، ويخبره بالحزن والعار والصعوبات التي واجهها وهو يكبر كطفل غير شرعي وبدون أب.
في الليل، تستيقظ رينيرا لتجد أليسنت قد وصلت بمفردها. تعترف أليسنت بأخطائها وتعرض ترك كينجز لاندنج مفتوحة للأسر طالما تسمح رينيرا لأليسنت وأطفالها بالمغادرة بهدوء. ترفض رينيرا، المحبطة من أليسنت، السماح لإجون بالعيش وتجبر أليسنت على الاختيار بين السلام أو تصعيد الحرب. على الرغم من الصراع، توافق أليسنت على مساعدة رينيرا وستترك المدينة بلا دفاع في غضون ثلاثة أيام.

### عبر ويستروس
في دراجونستون، تستعد بذور التنانين للمعركة. في المرعى، يتقدم جيش آل هايتاور شمالاً مع تحليق دايرون وتيساريون في السماء. من الفرع الأخضر، يعبر ذوو اللحى الرمادية من آل ستارك التوأمتان. في الأراضي الغربية، يقود جيسون لانيستر جيشه إلى جانب اللورد همفري ليفورد. في هارِنهال، يحشد ديمون رجال النهر. في البحر الضيق، يقود تايلاند أسطول التحالف الثلاثي إلى الأعتاب. في دريفتمارك، ينضم كورلِس وآلِن مجددًا إلى حصار آل فيلاريون. في الوادي، تجد رِاينا تنينًا بريًا يلتهم الأغنام. في مكان غير معروف، يستيقظ أوتو هايتاور في زنزانة. يُغادر إجون ولارِس كينجز لاندنج في عربة مغطاة.

## الإنتاج

### الكتابة والتصوير
تم كتابة حلقة «الملكة التي كانت» بواسطة المنتجة التنفيذية سارة هيس وأخرجته المنتجة التنفيذية المشاركة جيتا فاسانت باتيل. وهذا الحلقة الرابعة التي تكتبها هيس في المسلسل، بعد «الأميرة والملكة» و«المجلس الأخضر» و«رينيرا القاسية»، وثالث حلقة من إخراج باتيل بعد «سيد المد والجزر» و«الطاحونة المحترقة».

### الطاقم
الحلقة من بطولة مات سميث، إيما دارسي، أوليفيا كوك، ريس ايفانز، ستيف توسان، فابيان فرانكل، ماثيو نيدهام، سونويا ميزونو، توم غلين كارني، إيوان ميتشل، فيا سابان، هاري كوليت، بيثاني أنطونيا، فيبي كامبل، جيفرسون هول، فريدي فوكس، غايل رانكين، كورت إيجياوان، أبو بكر سالم (ممثل)، كلينتون ليبرتي، كيران بيو، توم بينيت، وسيمون روسل بيل.
إنه يمثل الظهور الأول أبيجيل ثورن [الإنجليزية] بدور الأدميرال شاراكو لوهار.

## الإصدار
تم عرض حلقة «الملكة التي كانت» لأول مرة في 4 أغسطس 2024 على إتش بي أو وماكس.

### تسريبات الإنترنت
في 30 يوليو 2024، تم تسريب العديد من المشاهد من الحلقة وتحميلها على حساب تيك توك، وجذبت ما بين 50،000 إلى 100،000 مشاهدة قبل حظر الحساب بعد حوالي ثلاث ساعات. انتشرت المشاهد المسربة بسرعة إلى منصات أخرى مثل وإكس وريديت. وردًا على ذلك، أصدرت إتش بي أو بيانًا في اليوم التالي، أقرت فيه بالتسريب: «نحن على علم بأن مقاطع من الحلقة الأخيرة لموسم آل التنين ظهرت عبر منصات التواصل الاجتماعي. [كذا] تم نشر المقاطع بعد إصدار غير مقصود من موزع تابع لجهة خارجية دولية. تراقب إتش بي أو المقاطع وتزيلها من الإنترنت بشكل صارم، ويمكن للمعجبين مشاهدة الحلقة بالكامل ليلة الأحد على إتش بي أو ماكس.»

## الاستقبال

### التقييمات
في الولايات المتحدة، شاهد 8.9 مليون حلقة «الملكة التي كانت» في المجمل، بما في ذلك المشاهدون الخطيون خلال ليلة العرض الأول في 4 أغسطس 2024، سواء على إتش بي أو أو ماكس. بينما على إتش بي أو وحدها، شاهدها ما يقرب من 1.5 مليون مشاهد خلال بثها الأول. كانت هذه زيادة بنسبة 20.5% عن الحلقة السابقة.

### الاستقبال النقدي
تلقت الحلقة مراجعات نقدية متباينة. ففي موقع تجميع المراجعات روتن توميتوز، حصلت على نسبة موافقة 50% بناءً على 26 مراجعة، بمتوسط تقييم 6.3/10. ويقول الإجماع النقدي للموقع: «انتهى المسلسل بزمجرة بينما توقع المشاهدون زئيرًا، وكانت نهاية «الملكة التي كانت» مريرة للغاية وغير متوقعة، مما جعل الموسم يبدو وكأنه استفزاز أكثر من كونه متعة». إنها الحلقة الأقل تقييمًا في المسلسل على الموقع حتى الآن.
أعطت هيلين أوهارا من آي جي إن وكارلي لين من كولايدر الحلقة درجة 8 من 10. وصفتها أوهارا بأنها حلقة «عملت جاهدة لتحريك القطع في مكانها وتأسيس ديناميكيات الشخصية وتقديم بعض الحوار المكتوب بشكل جميل وفشلت تمامًا في تقديم العمل المأمول إلى جانبها». وأضافت: «من حيث القصة والدراما، كانت هذه الحلقة الثامنة انتصارًا – أو كانت لتكون كذلك لو وصلت قبل حلقتين أو ثلاث. لكن بالنسبة لنهاية الموسم التي كانت مليئة بالتشويق ولم تكن مليئة بالمرح، فهذا أمر لا يغتفر. وبالمثل، شعرت أن الحلقة «تبدو وكأنها حلقة ما قبل الأخيرة أكثر من كونها مصممة لإنهاء الموسم الثاني بالكامل، خاصة بالنظر إلى المكان الذي تنتهي فيه». وعلى الرغم من ذلك، أشادت بأداء دارسي وكوك وفرانكل وأبو بكر. قامت كايلي دراي من إيه. في. كلوب بتقييم المسلسل بدرجة «ب+»، مشيدة بالإعداد للموسم الثالث وأداء دارسي.
كل من أليك بوجالاد من دن أوف جيك وفاي واتسون من جيمز رادار+ وأماندا وايتينج من نسر وجونثان ويلسون من جاهز للقطع الثابت بتقييم الحلقة بـ3 من أصل 5 نجوم. أعرب بوجالاد عن تقديره لنهاية قصة ديمون في الموسم، وكتب، «بينما لا يزال من الواضح أنه ممتع للمشاهدة، فإن [نهاية الموسم] هي أضعف حلقة في المسلسل حتى الآن. [...] [يرجع ذلك في الغالب] إلى حقيقة عدم وجود نهاية حقيقية هنا. ومع ذلك، لا يزال بوجالاد يطلق عليها «حلقة تلفزيونية جيدة» بشكل عام. أشادت واتسون بتقديم شخصيات جديدة في إيسوس، وركوع ديمون لرينيرا، وأداء دارسي وكوك، واختتمت مراجعتها قائلة، «على الرغم من بعض التسلسلات الممتازة، فإن [نهاية الموسم] تعاني من نفس المشكلات مثل بقية الموسم، مع التركيز على التطلع إلى المستقبل بدلاً من تقديم نهاية مرضية.» بالإضافة إلى ذلك، وصفتها وايتنج بأنها «نهاية موسم رهيبة ومراوغة ومثبطة للهمم»، بينما أشار ويلسون إلى «أنها نهاية عالية الجودة من نواحٍ عديدة، لكنها تظل بمثابة إغراء لأشياء أكبر وأكثر دراماتيكية قادمة» وأشاد بأداء دارسي وكوك وأبو بكر.
أعطت كاتي دول من موارد الكتب المصورة المسلسل 5 من 10، قائلةً: «بحلول نهاية الموسم الثاني الذي تم تصويره بشكل جيد، لم يعد بإمكان مسلسل إتش بي أو إخفاء حقيقة أن مشاهد التنين المبهرة والحوار الغني ليست سوى غطاء لقصة تفتقر إلى الجوهر. وانتقدت العودة إلى صراع العروش مع ظهور قصير لدنيرس تارجارين، والتي اعتبرت أن المشهد «يقوض غرض المسلسل». ومع ذلك، أشادت بموسيقى جوادي، وأداء كوليت، واللقطات المتوازية لأليسنت ورينيرا. صنفتها بروما خوسلا من إندي واير بدرجة «ج-»، وأشادت بأداء دارسي وأبو بكر بالإضافة إلى المونتاج النهائي لكنها وجدته ناقصًا كختام للموسم.

### الأوسمة
أطلق موقع تي في لاين على دارسي وكوك لقب «مؤدية الأسبوع» لأسبوع 10 أغسطس 2024، وذلك لأدائهما في الحلقة. وكتب الموقع، «الأمل المتردد الذي أظهرته كوك بينما كانت أليسنت تطرح خطتها. الرفض الصارم من جانب دارسي، الممزوج بالسخرية. الطريقة التي تخلص بها الممثلتين من طبقات من الرسمية، ونسيج الندبة العاطفية والمسافة التي تحافظ على الذات للوصول إلى ما كان يفكر فيه كل منهما بالفعل عن الآخر. ولا تجعلنا نبدأ في الحديث عن كيف أن ما يظهر على وجوه دارسي وكوك طوال المشهد هو فصل دراسي في حد ذاته... أليسنت/رينيرا هي قصة حب مأساوية ومفجعة حقًا في مسلسل آل التنين. يا لها من متعة أن نشاهد الفصل الأخير يتم تنفيذه من خلال تفسير دارسي وكوك الممتاز.»

## وصلات خارجية
- الملكة التي كانت على موقع IMDb (الإنجليزية)
- الملكة التي كانت على موقع ميتاكريتيك (الإنجليزية)
- الملكة التي كانت على موقع روتن توميتوز (الإنجليزية)